# Hugo I van Chalon-Arlay
Hugo I van Chalon-Arlay was een zoon van Jan I van Chalon-Arlay en Margaritha van Bourgondië.
Hij was gehuwd met Beatrix de la Tour du Pin en overleed omstreeks 1322. Hij werd in de heerlijkheid Arlay opgevolgd door zijn zoon Jan II van Chalon-Arlay.